# Aleksandar Stjepanetic
Aleksandar Georgije Stjepanetic (ur. 1997) – szwedzki zapaśnik walczący w stylu klasycznym. Zajął trzynaste miejsce na mistrzostwach świata w 2023. Jedenasty w mistrzostwach Europy w 2022. Brązowy medalista mistrzostw nordyckich w 2021 roku.